# Plastrom

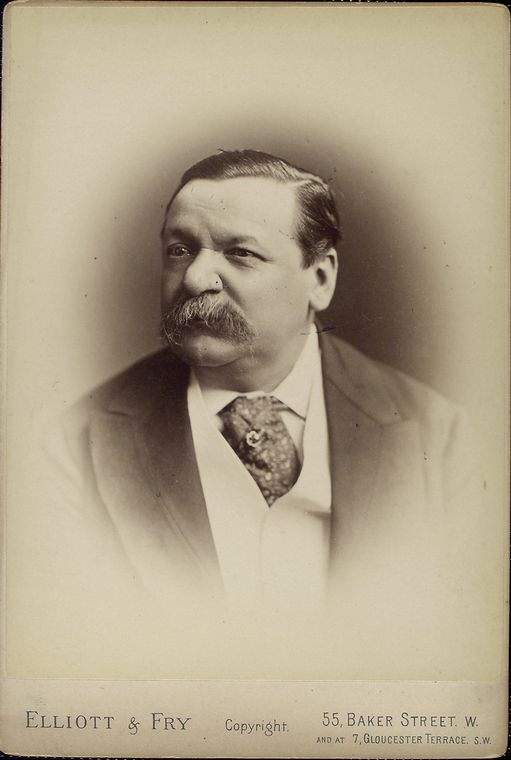
O jornalista britânico George Augustus Sala, c. 1863

Plastrom ou plastrão é uma espécie de gravata, normalmente de seda engomada ou cetim, que tem suas origens no século XIX. Na Inglaterra é conhecido também como "ascot tie". Deve ser amarrado com um tipo de nó duplo, ao redor do pescoço, e, por ser mais volumoso do que uma gravata atual, seu efeito final assemelha-se ao de um lenço. Depois de amarrado o nó, as pontas soltas do plastrom devem ser presas com um alfinete (geralmente incrustado de pérola). O plastrom é considerado um tipo de gravata formal para ocasiões diurnas.

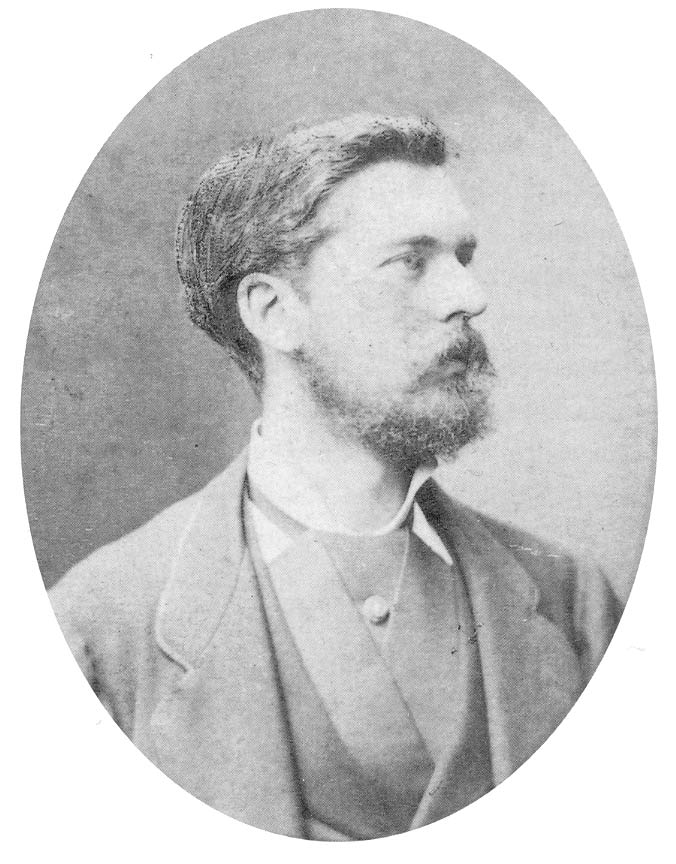
O pintor John Singer Sargent com um modelo de plastrom com pregas c. 1880